# 1-propaanthiol
1-propaanthiol of n-propylmercaptaan is een organische verbinding uit de stofklasse der thiolen. Het is een kleurloze, licht ontvlambare vloeistof met een onaangename geur van uien of knoflook. De stof komt vrij bij versgesneden uien.

## Synthese
1-propaanthiol kan bereid worden door de reactie van 1-propanol met waterstofsulfide:
{\displaystyle {\ce {C3H8O + H2S -> C3H8S + H2O}}}
Een alternatieve methode is de reactie van 1-propanol met koolstofdisulfide:
{\displaystyle {\ce {2C3H8O + CS2 -> 2C3H8S + CO2}}}
De reactie gebeurt bij hoge temperatuur (meer dan 300 °C) en met een aluminium-katalysator.

## Toepassingen
1-propaanthiol wordt gebruikt voor de synthese van andere verbindingen. Het is bijvoorbeeld een grondstof voor het herbicide pebulaat en het insecticide ethoprofos.
Het kan ook gebruikt worden als geurstof in aardgas. Bij de distributie van reukloos aardgas wordt er een sterk geurende stof, meestal een mengsel van thiolen, aan toegevoegd.

## Toxicologie en veiligheid
1-propaanthiol is licht ontvlambaar. Het reageert hevig met oxiderende en reducerende stoffen en met sterke zuren en basen. Het is een vluchtige stof die oogirritatie veroorzaakt.